# Rybacka Góra
Rybacka Góra – wzniesienie o wysokości 91,9 m n.p.m. na Wysoczyźnie Choczewskiej, położone w woj. pomorskim, w powiecie wejherowskim, na obszarze gminy Łęczyce.
Przy północnym podnóżu Rybackiej Góry leży wieś Kisewo, a na południe od niej przebiega Pradolina Redy-Łeby, z płynącą rzeką Łebą.

## Nazwa
Nazwę Rybacka Góra wprowadzono urzędowo w 1949 roku, zastępując poprzednią niemiecką nazwę Fischberg.